# 圣泽诺内-德利埃泽利尼
圣泽诺内-德利埃泽利尼（義大利語：San Zenone degli Ezzelini），是意大利威尼托大区特雷维索省的一个市镇。总面积19.97平方公里，人口7413人，人口密度371.2人/平方公里（2009年）。国家统计（ISTAT）代码为026077。

## 友好城市
- 義大利马亚诺 2000年
- 德国马茨灵 2006年